# Dibujo automático

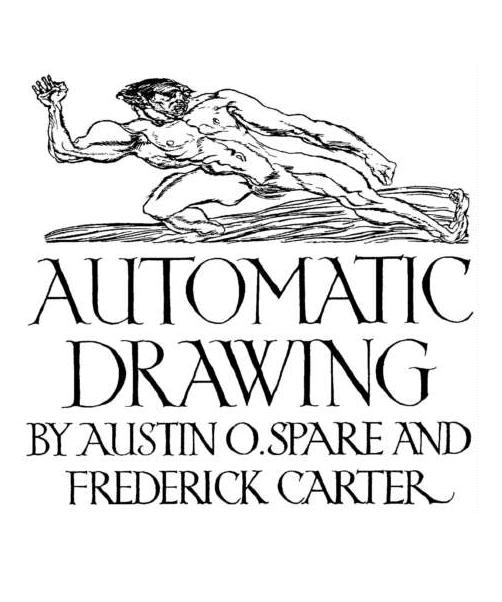
Ilustración del libro publicado por Ausiton Osman Spare y Frederick Carter sobre el dibujo automático.

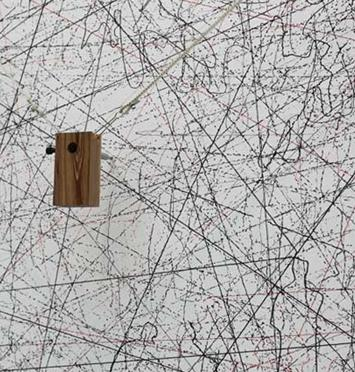
Les Dessins Automatiques es una obra de arte del artista Rubén Tortosa. Se trata de una instalación interactiva, donde una máquina -a través de una cámara y por acumulación- registra y dibuja siluetas aleatoriamente en la pared.

El dibujo automático es el dibujo realizado por medio del proceso automático que se define por la ausencia de un proyecto y donde el ejecutor es guiado por los impulsos del momento. El ejecutor puede ser tanto una persona como un mecanismo concebido para el acto dibujístico. 
Las singularidades que caracterizan el dibujo automático vienen dadas por la intención de dibujar y la ausencia de un proyecto. La importancia recae en el proceso que se puede comparar con la improvisación no idiomática.
Los inicios del dibujo automático se remontan a principios del siglo XX tras descubrimiento del subconsciente por Sigmund Freud. Es iniciado por el artista surrealista André Masson. De este modo la vanguardia artística de los surrealistas adoptan el dibujo como un medio de expresar el subconsciente por medio del proceso automático.
Sin embargo, es André Breton quien define el surrealismo automatismo psíquico puro.
Más tarde los artistas surrealistas encuentran que el dibujo automático no es totalmente automático puesto que hay un tipo de intervención para que la imagen sea visualmente aceptable o comprensible.
En palabras de André Masson "mis imágenes automáticas implican un proceso de dos veces de actividad consciente e inconsciente."
Paul-Émile Borduas influenciado por André Bretón y por la vanguardia Dada crea en 1942 un grupo artístico llamado Les automatiques que abandonan todo rastro de representación buscando un dibujo automático más puro, buscando lo accidental.
Los artistas de Les automatiques, proclaman unos valores universales y éticos al respecto en su manifiesto Refus Global. (Rechazo global).
En esta estela algunos artistas rumanos inventan una serie de técnicas sucedidas a lo absurdo autodenominándose surautomatistas.

Hasta entonces, la definición se da desde una perspectiva donde la ejecución es exclusiva de un subconsciente enterrado en lo profundo de la mente humana que el individuo debe liberar mediante la supresión de la mayor parte de su consciencia activa, por lo que el dibujo automático solo puede darse por la persona con intelecto.
Sin embargo la incorporación de nuevos factores al proceso como la tecnología, han venido alterando la definición de dibujo automático donde ya no es necesaria la existencia de un subconsciente para su realización.
La liberación de la consciencia no lleva directamente a la expresión directa del subconsciente ya que el dibujo automático también puede resultar la expresión del cuerpo a través de los impulsos en estado consciente.
De esta forma, el dibujo automático parece ser una antítesis de la ilustración, ya que no se ve lo que se está dibujando hasta que no se ha elaborado puesto que no hay un proyecto dibujístico mínimamente definido o preestablecido, solo un “azar” que bien proviene del interior del individuo o programada en la aleatoriedad de una máquina.
Generalmente los dibujos automáticos son de índole abstracta por lo que en la mayoría de ellos existe una interacción con la mente que no se rompe por la liberación de identificación. 
- Dibujo automático significativo: Son dibujos que incluyen símbolos, y pueden ser realizados en trance.

- Dibujo automático abstracto: No existen símbolos ni significados en el dibujo, solo una voluntad de expresión estética que incluye ciertos tipos de garabato.

- Dibujo automático computacional. El ejecutor no es un individuo (persona) por lo que no hay una consciencia de por medio que condicione el dibujo.

## Técnica
El ejecutor se presenta ante un soporte vacío con la principal intención de dibujar sin saber qué, abandonándose a sus impulsos.
Puede ser hecho por una computadora o por una mente intelectual, en estado de trance o no, únicamente se requiere la intención de dibujar.
Se permite que la mano se mueva «al azar» a través del papel. Sin embargo en la aplicación de azar y accidente para marcar decisiones, el dibujo es en gran medida liberado de control racional. Por lo tanto el dibujo producido puede ser atribuido en parte al subconsciente y puede revelar algo de la psique, que de otro modo puede ser reprimido y hay que tomar una decisión consciente de no controlar el dibujo.
"La mano debe dibujar libremente y sin control practicando hacer figuras simples con una sola línea mientras no se piensa, es decir, la intención debe simplemente escapar a la conciencia." Frederick Carter

### Esbozos
El dibujo se puede aplicar de una forma controlada según el interés del dibujante. El dibujante tantea el terreno haciendo múltiples líneas del contorno del objeto a dibujar. De esta forma va definiendo la figura eligiendo las líneas que se adecuan a la figura pretendida, acentuadas, destacándolas, remarcándolas sobre el resto.
Normalmente esto sucede en los esbozos. 
Hay que decir que ningún esbozo es un dibujo automático ya que en este caso sí existe un proyecto a dibujar.
Este tanteo es debido a que el proceso constructivo de la imagen mental sucede y se proyecta sobre el papel donde por medio del tanteo se ordenan las formas y sus ritmos.
Algo a lo que aluden Frederick Carter y  Spare:
"(…)él descubre dentro de sí una consciencia selectiva."
"Ninguna habilidad manual y la consciencia del errar pueden producir un buen dibujo"

## Dibujo automático significativo
Al igual que la escritura automática, el dibujo automático en el ámbito psiquiátrico es llegar esclarecer las preocupaciones del subconsciente a través de su proyección gráfica mediante la liberación de los velos de la mente; los tabúes, el control moral. 
Con el dibujo automático que deriva del subconsciente donde las imágenes siguen en el mundo de los significados, el ejecutor sigue sujeto al mundo de los símbolos.
Al tratarse de una consciencia oculta pero consciencia al fin y al cabo, es racional y consciente del significado de las palabras u símbolos, es decir, se trata de un subconsciente presente y pensante. 
El mero hecho de escribir palabras completas, sugiere todavía un control, un freno significante que ejerce influencia sobre el individuo.
"Libera las verdades estáticas que son reprimidas por la educación y los hábitos establecidos socialmente o estética."
"Los dibujos automáticos pueden ser obtenidos mediante métodos de concentrarse en un Sigil."
"El dibujo automático es un fenómeno psíquico, una forma de expresión de personalidad."
"Por lo tanto, para ir más lejos, es necesario disponer también del “sujeto” en el arte (es decir, el sujeto en su sentido ilustrativo o complejo) Así, limpiar la mente de todo lo que no es esencial permite, a través de un medio claro y transparente, sin preposiciones de ningún tipo que las formas e ideas más simples y definitivas lleguen a la expresión"
Agustín Osman Y Frederic Cárter

## Trance

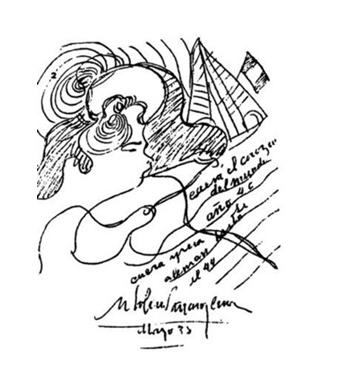
Dibujo automático premonitorio de Benjamín Solari Parravicini

Existen dibujos que se realizan con la práctica de la hipnosis que se utiliza con el fin de hacer aflorar el subconsciente más puro partiendo de la idea de que el dibujo automático es una línea directa al centro de uno mismo.
Carter y Spare matizan que "los mecanismos mentales utilizados en el dibujo automático son aquellos que son comunes, en los sueños, que crean percepciones rápidas de relaciones inesperadas como la astucia y los síntomas psico-neuróticos."
También hay ciertas casos relacionados con el ocultismo donde el dibujo se desvincula del ejecutor y es atribuido a una entidad metafísica que se apodera del sujeto que no es sino una herramienta canalizadora.
Tal es el caso del pintor argentino Benjamín Solari Parravicini quien decía sentirse poseído por una entidad extraña a quien atribuía sus dibujos premonitorios.
El proceso automático es similar a la Ouija según Leslie M.LeCron.
Sin embargo cabe diferenciar del dibujo automático simbólico, el dibujo automático abstracto.

## Dibujo automático abstracto
Este tipo de dibujo automático se realiza mediante la liberación del consciente simbólico y por lo tanto significativo, no hay predicados.
Por lo tanto el dibujo automático abstracto no es el resultado de la expresión de un subconsciente racional sino que se trata de un desahogo que corresponde más a la personalidad inquieta y temperamental por lo que esta especie de música visual trataría más la expresión corporal canalizada en ritmos por medio de los impulsos nerviosos a los que el ejecutor se abandona, sin tratar de describir nada. 
Aquí, la técnica se consigue a través de la rigidez y destensamiento nervioso de la mano. Este hecho hace que el dibujo automático sea tan difícil de reproducir como la firma.
Cuando se ha alcanzado una mayor libertad, y el dibujo es liberado de significados potenciales y el resultado es generalmente una vorágine de líneas que podríamos llamar garabato, donde no hay acotación de figuras bidimensionales por tratarse de una abstracción temperamental ni ninguna forma que pueda ser reconocible que no se guíe por el fenómeno de la pareidolia.
Para realizar los dibujos abstractos corporales, ha de vaciarse la mente de significados. Las líneas no tienen control y no se cierran sobre sí mismas por lo que solo son interrumpidas en los momentos que la mano se destensa. El único control consciente es el de agrupar líneas, sobre el espacio en la hoja.
Sin embargo el dibujo automático pierde su libertad cuanto el dibujo comienza a ser atractivo en su abstracción y la estela del lápiz condiciona al ejecutor.
"Un esbozo automático de líneas que se entrelazan permiten que el germen de una idea que se encuentra en la mente subconsciente se exprese o al menos que se sugiera a la mente consciente."

## Tecnología
Existen ciertas aplicaciones de programas de ordenador capaces de realizar dibujos automáticos gracias a unos parámetros aleatorios (como muchos salvapantallas) donde no hay subconsciente alguno.
En otros, algunos filtros han sido calculados automáticamente en algunos programas de edición de mapas de bits como PhotoShop y GIMP, y cepillos controlados por ordenador que se han utilizado para “simular” automatismo.

## La diferencia con el garabato
Existe una diferencia entre dibujo automático y garabato puesto que todo garabato es un dibujo automático pero no todo dibujo automático es un garabato.
El garabato a diferencia del dibujo automático no tiene intención de ser nada. Generalmente es abstracto y no tiene significado ni sigil.
El sujeto no intenta representar nada, no hay perspectiva porque es irracional. Los niños pequeños los producen por mero entretenimiento en un contexto experimental que se rige por la estética y donde no existe el arrepentimiento.